# James Cantlie

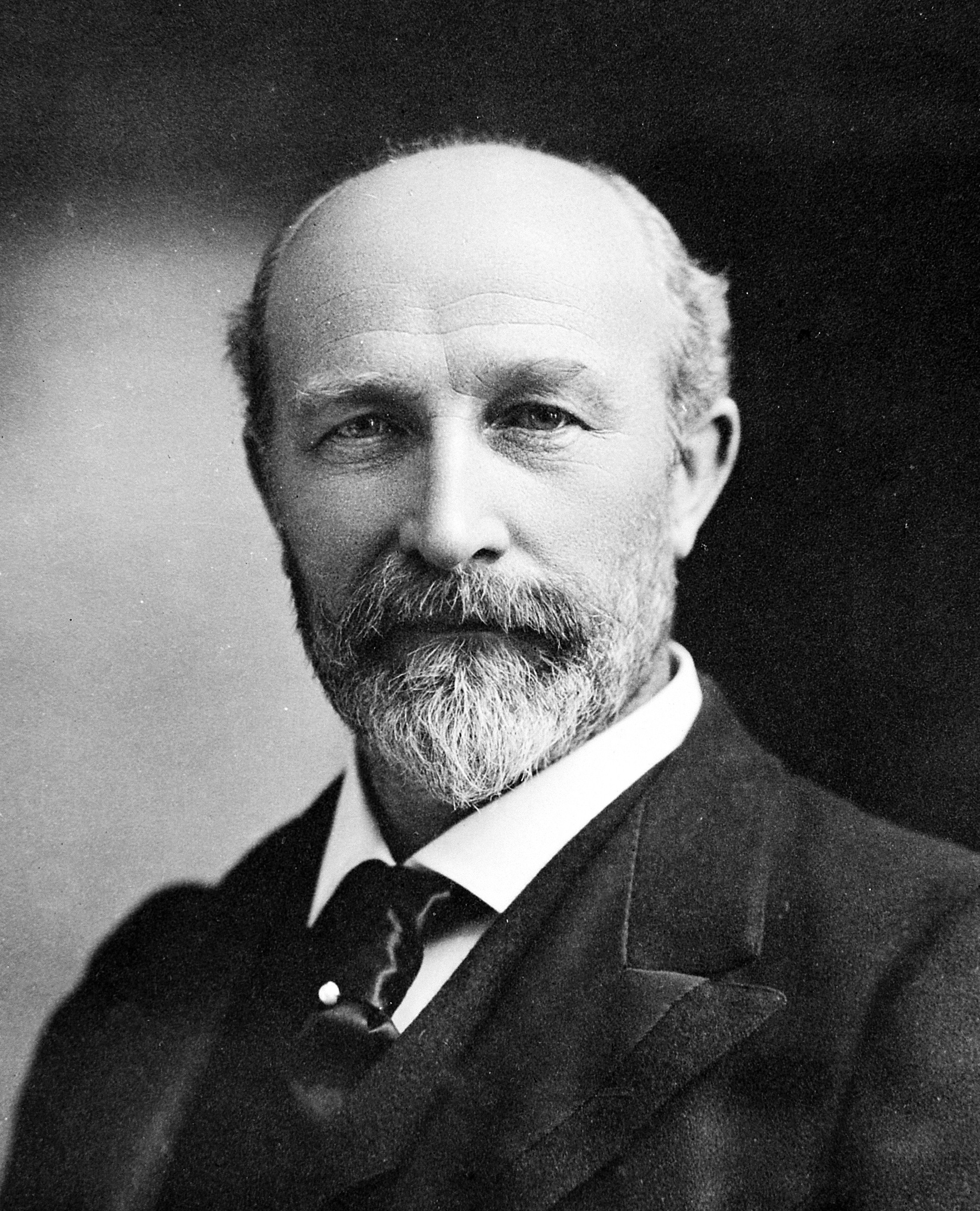
James Cantlie

James Cantlie (* 17. Januar 1851 in Keithmore, Dufftown, Banffshire, Schottland; † 28. Mai 1926) war ein britischer Arzt und Chirurg. Er war zudem ein Spezialist für Tropenkrankheiten.
Cantlie war ein Freund von Sun Yat-sen, dem ersten Präsidenten der Republik China, der ihm sein Leben verdankte. Der Fotograf und Korrespondent John Cantlie ist sein Urenkel.